# Нюхченское сельское поселение
Ню́хченское се́льское поселе́ние или муниципальное образование «Нюхченское» — муниципальное образование со статусом сельского поселения в Пинежском муниципальном районе Архангельской области России.
Соответствует административно-территориальной единице в Пинежском районе — Нюхченскому сельсовету.
Административный центр — деревня Занюхча.

## География
Нюхченское сельское поселение находится в восточной части Пинежского муниципального района, в бассейне рек Пинега и Нюхча.

## История
Муниципальное образование было образовано в 2006 году.

## Население
| 2010 | 2011 | 2012 | 2013 | 2014 | 2015 | 2016 | 2017 | 2018 |
| ---- | ---- | ---- | ---- | ---- | ---- | ---- | ---- | ---- |
| 503  | ↘501 | ↘478 | ↘470 | ↘453 | ↘448 | ↘446 | ↘421 | ↘407 |
| 2019 | 2020 | 2021 | 2023 |      |      |      |      |      |
| ↘389 | ↘365 | ↗367 | ↘340 |      |      |      |      |      |

Во время переписи 2002 года небольшая часть жителей поселения записалась чудью, что вызвало протесты со стороны остальных жителей.
Антропологические и генетические исследования
В популяции деревни Нюхча выявлена максимальная среди северных русских популяций встречаемость Y-хромосомных гаплогрупп R1b (14 %) и среди всех европейских русских «самодийско-пермско-тувинской» N1a2b-Р43 или N1b (15,8 %). На первом месте находится Y-хромосомная гаплогруппа R1a1-M198 — 39,5 % (R1a1a* — 7,9 %, R1a1a1g1-M458 — 31,6 %). Изучение полиморфных тандемных повторов D1S80 показало, что образцы из выборки на Пинеге и из Ошевенского (Каргопольский район) образуют кластер вместе с уральскоговорящими марийцами, коми и удмуртами.
Антропологическое обследование общей выборки популяции Нюхченского, Сосновского, Сурского и Ново-Лавелевского сельсоветов Пинежского района показало, что население данной популяции близко не к субстратному населению восточных финно-угров, а к старожильческому русскому населению. По древнейшим гаплогруппам митохондриальной ДНК наиболее близким к населению популяции Пинега оказалась исследованные на 2001 г. русская популяция Каргополь, далее следуют немцы, литовцы и поляки. Митохондриальная гаплогруппа U5b присутствует в пинежской популяции с частотой в два раза выше, чем в других русских популяциях.

## Состав сельского поселения
В состав сельского поселения входят:
- Занюхча
- Кучкас
- Нюхча

## Экономика
Планируется, что по территории поселения пройдёт ветка железной дороги Белкомур. 